# Wohn- und Geschäftshaus Friedrich-Ebert-Straße 49

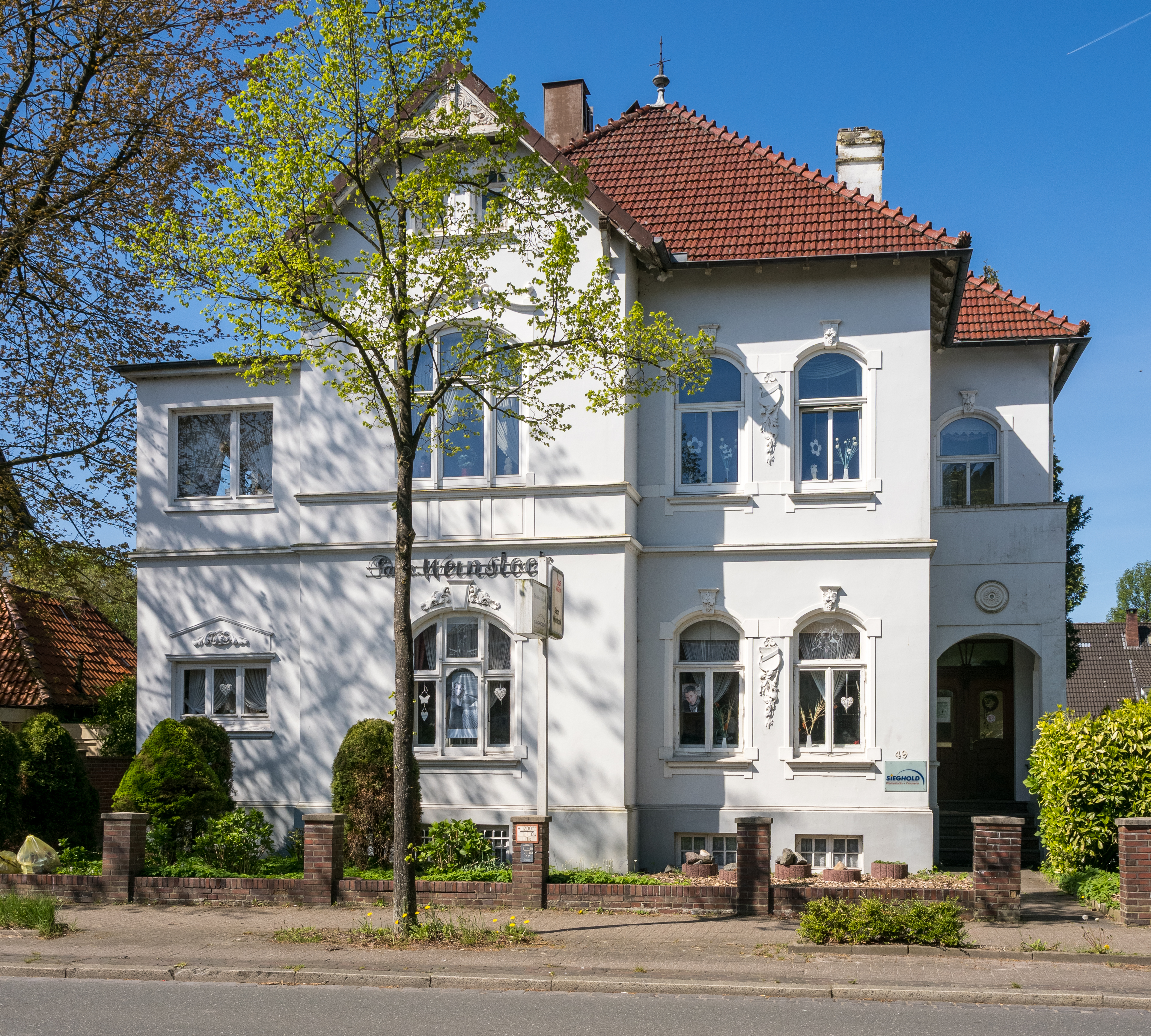
Friedrich-Ebert-Straße 49

Das Wohn- und Geschäftshaus Friedrich-Ebert-Straße 49 im niedersächsischen Nordenham im Landkreis Wesermarsch stammt von um 1900.

Aktuell (2023) wird es als Wohn- und Geschäftshaus (Frisör, Druckerei) genutzt.
Das Gebäude steht unter Denkmalschutz (siehe auch Liste der Baudenkmale in Nordenham).

## Beschreibung
Das zweigeschossige traufständige historisierende verputzte Gebäude auf Sockel, mit Satteldach, dem mittigen Giebelrisalit sowie mit den gerahmten eckigen rund- und segmentbogigen Fenstern, dem geschossteilenden Gesims sowie einem Wappen am OG des Risalits und einem vermutlich späteren Anbau, wurde im späten 19. Jahrhundert oder um 1900 gebaut.
Das Landesdenkmalamt befand zur Bedeutung: „geschichtlich, wissenschaftlich, städtebaulich“.